# Рівнодійна сил

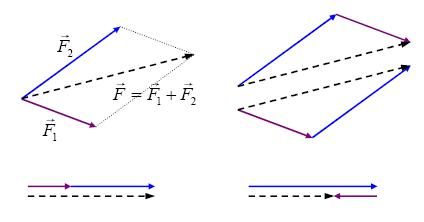
Ілюстрація додавання сил

Рівнодійна сила — сила, еквівалентна всім силам, що існують та діють на тіло. Рівнодійна дорівнює векторній сумі окремих сил:
{\displaystyle \mathbf {F} =\sum _{i}\mathbf {F} _{i}}.
Сили, що утворюють рівнодійну називаються складовими силами.
Використання поняття рівнодійна сила виправдане лише у випадку, коли тіло є матеріальною точкою, або ж усі сили прикладені до однієї точки протяжного тіла. Тоді заміна кількох сил на одну нічого не змінює з точки зору рівняння руху (у тому числі і обертального руху, у випадку протяжного тіла).
У випадку, якщо сили прикладені до різних точок тіла, вони не можуть бути складені. У цьому випадку потрібно говорити про пару сил, що розкручують тіло, змінюючи його момент імпульсу. Дія пари сил не може бути зведена до дії однієї сили.

## Паралелограм сил
Популярним простим способом знаходження рівнодійної є паралелограм сил — побудова, що є геометричним вираженням правил додавання векторів.
Правило паралелограма сил полягає в тому, що вектором рівнодійної сили є діагональ паралелограма, побудованого на векторах двох складових сил як на сторонах. Це виконується через те, що вектором рівнодійної сили є сума векторів сил, що додаються, а сума двох векторів є діагоналлю паралелограма, побудованого на цих векторах.
Цей спосіб був описаний П'єром Варіньоном у 1687 році.
Така побудова працює тільки у класичній механіці, при русі зі швидкістю, значно меншою за швидкість світла.

Складання трьох сил методом багатокутника сил

У випадку складання більш ніж двох сил, можна скористатися багатокутником сил — більш складною побудовою, при якій кілька векторів вишикуються в ламану лінію таким чином, щоб кожен наступний починався там, де закінчується попередній. Результуючий вектор буде проходити від початку першого, до кінця останнього. При цьому потрібно враховувати, що, у загальному випадку, три вектори можуть не лежати у одній площині.